# Procarídids
Els procarídids (Procarididae) són una família de crustacis decàpodes, l'única de l'infraordre Procarididea.

## Taxonomia
L'infraordre Procarididea inclou una sola família amb sis espècies:
- Família Procarididae Chace & R.B. Manning, 1972
  - Gènere Procaris Chace & R.B. Manning, 1972
    - Procaris ascensionis Chace & R.B. Manning, 1972
    - Procaris chacei C.W.J. Hart & R.B. Manning, 1986
    - Procaris hawaiana Holthuis, 1973
    - Procaris mexicana von Sternberg & Schotte, 2004
    - Procaris noelensis Bruce & Davie, 2006

  - Gènere Vetericaris Kensley & Williams, 1986
    - Vetericaris chaceorum Kensley & Williams, 1986